# Веневидов, Иван Васильевич
Иван Васильевич Веневи́дов (1892—1954) — советский конструктор авиационных вооружений.

## Биография
Родился в 1892 году в Санкт-Петербурге в семье кузнеца конно-гренадерского полка.
Образование — неоконченное среднее. Работал на металлическом заводе «мальчиком на посылках», копировщиком, чертёжником.
В 1926—1950 работал в КБ по авиационным вооружениям (специализация — турельные установки, прицелы и др.). В 1939—1940 участник советско-финской войны.
1 июня 1936 года за создание новых образцов авиавооружения конструкторы Веневидов Иван Васильевич и Можаровский Георгий Миронович награждены орденами Красной Звезды.
В 1940 году они же вместе сконструировали самолет МВ Комбайн.
Умер в 1954 году. Похоронен на Ваганьковском кладбище (14 уч.).

## Награды и премии
- Сталинская премия третьей степени (1947) — за разработку новой конструкции авиационного вооружения
- орден Красной Звезды (1.6.1936) — за создание новых образцов авиавооружения
- Орден Трудового Красного Знамени (04.11.1940) — «за достижения в создании и освоении новых винтов, радиаторов, приборов и агрегатов для Красного Воздушного Флота»
- орден «Знак Почёта»